# Carena de Vernencs
La Carena de Vernencs és una serra situada entre els municipis d'Espinelves i de Sant Sadurní d'Osormort a la comarca d'Osona, amb una elevació màxima de 805 metres.